# Le Ruban moucheté
Le Ruban moucheté, aussi traduit La Bande tachetée et La Bande mouchetée (The Adventure of the Speckled Band en version originale), est l'une des cinquante-six nouvelles d'Arthur Conan Doyle mettant en scène le détective Sherlock Holmes. Elle est parue pour la première fois dans la revue britannique Strand Magazine en février 1892, avant d'être regroupée avec d'autres nouvelles dans le recueil Les Aventures de Sherlock Holmes (The Adventures of Sherlock Holmes).

## Résumé

### Mystère initial

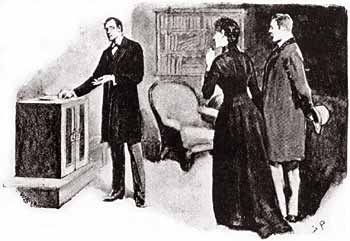
Holmes, Hélène Stoner et Watson. Illustration de Sidney Paget.

À l'aube d'un matin d'avril 1883, Watson est réveillé par Holmes qui attend une nouvelle cliente. Arrivant dans le salon du 221B Baker Street, les deux hommes y rencontrent la jeune Hélène Stoner, venue consulter Sherlock Holmes à propos d’événements étranges survenus à Stoke Moran, le manoir de son beau-père (Grimesby Roylott) où elle-même réside.
Hélène Stoner explique que son beau-père est un homme au caractère violent et à la force physique très développée, ayant vécu un temps aux Indes. Le docteur Roylott s'est marié à la mère d'Hélène (alors veuve) plusieurs années auparavant et a emménagé avec elle et ses deux filles Hélène et Julie dans un manoir ancestral de la famille Roylott situé dans le Surrey. La mère d'Hélène est morte peu de temps après, laissant Hélène et Julie seules avec leur beau-père pendant plusieurs années. La chambre de Julia était située entre celle de son beau-père et celle de sa sœur jumelle. Le Docteur a par ailleurs une passion pour les animaux qu'un correspondant lui envoie d'Inde. Un guépard et un babouin errent donc en liberté sur ses terres.
Deux ans avant le récit d'Hélène Stoner, sa sœur Julie est morte au manoir dans d'étranges circonstances, peu de temps avant son mariage. Le soir du drame, Julie était venue parler avec Hélène dans la chambre de cette dernière, et avait évoqué son impression d'avoir entendu un sifflement prolongé au cours des dernières nuits, ce qui étonne Hélène. En repartant dans sa chambre, Julie a fermé comme chaque nuit ses volets et sa porte à clé de l'intérieur. Or en pleine nuit, Julia a soudainement poussé un effroyable cri de terreur, faisant immédiatement sortir Hélène de sa chambre. Julia a ouvert sa porte pour sortir de sa chambre en titubant, s'exclamant à l'adresse de sa sœur « C'était le ruban  ! Le ruban moucheté » tout en désignant vaguement la chambre de leur beau-père avant de s'effondrer. Le docteur Roylott est à son tour sorti de sa chambre et a envoyé chercher du secours au village, mais sans succès. Hélène soupçonne son beau-père d'avoir eu un rôle dans cette mort mais les faits semblent l'innocenter puisque lui-même se trouvait enfermé dans sa chambre. La jeune femme se souvient avoir entendu le sifflement décrit par sa sœur ainsi qu'un bruit métallique distinct lorsqu'elle se trouvait dans le couloir mais n'en connait pas l'origine. Une troupe de gitans résidait par ailleurs sur les terres du manoir avec l'accord du docteur Roylott, et peut avoir un rôle incertain dans les évènements nocturnes.
Deux ans après cette tragédie inexpliquée, Hélène compte se marier avec un certain Percy Armitage, et vivre loin du manoir du docteur Roylott. Deux jours avant le récit, des travaux ont été entrepris dans le manoir, obligeant Hélène à dormir dans l'ancienne chambre de Julie. Or, la veille, Hélène a distinctement entendu le sifflement nocturne décrit par sa sœur au soir de sa mort. Pressentant un danger, Hélène est immédiatement partie à Londres pour y trouver Holmes et lui demander d'éclaircir l'affaire.

### Résolution
Holmes promet à Hélène Stoner de se rendre avec Watson, son assistant, au manoir en début d'après-midi pour inspecter les lieux, s'étant assuré auprès de la jeune femme que son beau-père ne rentrerait qu'en soirée. Alors que la jeune femme a quitté Baker Street depuis peu, le docteur Roylott entre à son tour dans l'appartement du détective. Il explique avoir suivi sa belle-fille et ordonne au détective de lui communiquer la teneur des propos échangés avec Hélène. Face au refus décontracté du détective, le docteur Roylott s'empare du tisonnier et le tord pour laisser comprendre à Holmes qu'il serait malvenu de s'intéresser à cette affaire. À la suite de cet événement incongru venu renforcer la probable culpabilité du docteur, Holmes met à contribution sa matinée pour consulter le testament de la mère des sœurs Stoner chez un notaire et découvre qu'en cas de mariage de Julia ou d'Hélène, le docteur Roylott perdre une partie des intérêts de l'héritage de sa femme au profit de ses belles-filles, absorbant la majorité (les deux tiers) de ses revenus. Le docteur Roylott semble donc avoir un mobile pour éviter à tout prix un éventuel mariage de Julia et Hélène.
L'après-midi approche et les deux amis partent comme prévu pour le manoir du Surrey. Sur place, ils retrouvent Hélène Stoner qui leur fait visiter les lieux. Le détective vérifie qu'il est impossible de s'introduire dans la chambre de Julia par la fenêtre lorsque les volets sont fermés, ce qui innocente les gitans. Le bruit de fer entendu par Hélène n'est donc pas celui de la barre tenant les volets. À l'intérieur de la chambre de Julia, Holmes découvre cependant plusieurs éléments anormaux. À la tête du lit se trouve un cordon de sonnette qui a été ajouté peu de temps avant la mort de Julia, or ce cordon n'est lié à aucune sonnette et n'a donc aucune utilité pratique. À l'extrémité supérieure du cordon se trouve une petite aération communiquant avec la chambre du docteur Roylott. Hélène explique que cette aération a été ajoutée au même moment que le cordon de sonnette, mais reconnaît que cette installation n'a pas grand sens étant donné qu'une aération installée sur le mur extérieur aurait été beaucoup plus efficace. En inspectent la chambre du docteur, Holmes trouve peu d'éléments étranges en dehors de quelques objets dont l'utilité semble inexplicable. Son examen semble néanmoins lui faire comprendre l'ensemble de l'affaire, bien qu'il ne révèle alors rien de concret à Watson et Hélène Stoner.
Holmes pense qu'Hélène court un grand danger en dormant désormais dans la chambre de Julia, et souhaite intervenir à la tombée de la nuit pour mettre un terme à l'affaire. Holmes demande à Hélène de se trouver dans la chambre de Julia au cours de la soirée : lorsque le docteur Roylott sera de retour et sera entré dans sa chambre, elle devra faire un appel lumineux pour que lui-même et Watson sachent qu'ils peuvent entrer dans la chambre de Julia par la fenêtre qui aura été laissée ouverte. Hélène devra quant à elle sortir sans bruit de la chambre et aller dans la chambre adjacente. Le plan est effectivement exécuté sans imprévu de la manière décrite par Holmes mis à part une rencontre avec le babouin qui surprend Holmes et Watson.
Holmes et Watson, entrés dans la chambre de Julia, attendent plusieurs heures dans l'obscurité avant que l'événement attendu se produise vers trois heures du matin. Les deux amis perçoivent alors une lumière étouffée provenant de la chambre du docteur par le trou d'aération mural, signe que son occupant s'est levé. Holmes et Watson attendent encore un certain temps avant qu'un léger bruit se fasse entendre près de l'aération. Holmes se précipite alors vers le cordon de sonnette et le frappe vigoureusement à l'aide d'une cane en s'exclamant « Vous le voyez, Watson ? Vous le voyez ? » mais Watson ne voit rien. Quelques secondes plus tard, un cri qualifié d'« horrible » provenant de la chambre du docteur se fait entendre. Watson est perdu, Holmes a compris. Les deux hommes se précipitent dans le couloir et entrent dans la chambre du docteur. Ce dernier a les yeux rivés au plafond, mort comme Julia. Autour de sa tête se trouve une vipère des marais, fine comme un ruban et à la peau tachetée : le ruban moucheté. Holmes maîtrise l'animal venimeux avec un instrument prévu à cet effet et renferme le serpent dans sa boîte de fer qui produit le bruit métallique entendu deux ans plus tôt par Hélène en se refermant.
L'affaire est ainsi résolue : le docteur Roylott a tué Julia en introduisant une vipère ramenée d'Inde par le trou d'aération de manière à éviter le mariage, et comptait utiliser le même stratagème pour tuer sa seconde belle-fille qui allait se marier avec Armitage. Néanmoins le mode opératoire n'était pas certain, et la vipère a pu être introduite certaines nuits sans mordre l'occupante de la chambre. Dans ce cas, le docteur devait produire un léger sifflement pour rappeler l'animal vers lui, entendu par Julia puis Hélène. Lorsque Holmes a frappé le cordon par lequel la vipère descendait vers le lit de la victime, l'animal a fait demi tour précipitamment et a mordu mortellement l'homme qui se trouvait de l'autre côté du mur. Holmes ne montre aucune empathie envers le docteur, bien qu'il soit indirectement responsable de sa mort. Hélène Stoner, qui arrive dans la chambre du docteur à la suite de Holmes et Watson, semble avant tout soulagée d'avoir elle-même échappé à une mort certaine.

## Écriture, inspiration
Arthur Conan Doyle écrit la nouvelle dans sa résidence de South Norwood et en termine l'écriture lors de la dernière semaine d'octobre 1891, quelques mois avant sa publication. Dans la première version manuscrite rédigée par l'auteur, Hélène et Julia portent le patronyme « Roylott » et non « Stoner » : Conan Doyle envisageait probablement de donner au docteur le rôle du père, avant de lui donner le rôle du beau-père.
Dans les notes de l'édition d'Oxford établie par Richard Lancelyn Green, l'aventure du Ruban moucheté est mise en parallèle avec Double assassinat dans la rue Morgue d'Edgar Allan Poe, où le meurtrier se révèle aussi être un animal entré puis ressorti de la chambre de la victime. Green explique néanmoins que la véritable source d'inspiration de Conan Doyle pour cette nouvelle provient d'un article intitulé « Called on by a Boa Constrictor. A West African Adventure » paru le 14 février 1891 dans le Cassell's Saturday Journal. L'article relate la mésaventure d'un militaire envoyé dans un camp d'Afrique de l'Ouest. Au cours de sa première nuit sur place, il est réveillé par un craquement et aperçoit une masse sombre et informe suspendue au ventilateur du plafond. La masse informe se révèle être un Boa constrictor de très grande taille. L'homme est paralysé par la peur tandis que l'animal descend du ventilateur jusque dans la pièce. De peur d'attirer l'animal vers lui en criant au secours, l'homme tire sur le cordon d'une sonnette pour donner l'alarme, mais le cordon de sonnette cède immédiatement et se révèle inutile. L'homme trouve néanmoins un bâton qui lui permet de faire retentir la sonnette, donnant ainsi l'alerte qui le sauve. Plusieurs éléments de ce récit se retrouvent effectivement dans l'intrigue de Conan Doyle.
Conan Doyle était satisfait de cette nouvelle et a déclaré dans une interview publiée le 14 juillet 1900 qu'il s'agissait de sa nouvelle préférée du cycle Holmes. Ce choix a été confirmé en 1927 lorsque l'auteur a placé The Speckled Band à la première place des douze nouvelles holmésiennes qu'il appréciait le plus,.

## Adaptations

### Théâtre
En 1910, Arthur Conan Doyle écrit une adaptation théâtrale de la nouvelle : la pièce est d'abord intitulée « The Stoner Case » avant de prendre le nom « The Speckled Band ». La pièce est écrite en une semaine par Conan Doyle, qui connaît alors des déconvenues financières.En effet, l'auteur avait loué un théâtre pour une durée de six mois à partir de la fin de l'année 1909, dans le projet d'y faire représenter « The House of Temperley », une pièce de théâtre écrite par lui-même sur le thème de la boxe ; néanmoins cette pièce ne rencontre qu'un succès d'estime et la location du théâtre dépasse ses revenus. Conan Doyle écrit donc dans l'urgence une adaptation de The Speckled Band, qui est créée au théâtre le 4 juin 1910 et permet à l'auteur de rééquilibrer ses finances grâce au succès rencontré.
La pièce n'est pas une adaptation parfaitement fidèle vis-à-vis de la nouvelle d'origine, ce qui lui confère un certain intérêt pour les holmésiens. Arthur Conan Doyle y introduit notamment Charles Auguste Milverton, criminel apparu dans la nouvelle éponyme de 1904. Certains détails diffèrent de la nouvelle, tel le nom du Docteur Grimsby Roylott qui devient « Rylott ». La pièce contient une importante impossibilité chronologique au sein de l'univers holmésien : le docteur Watson affirme s'être récemment fiancé à Mary Morstan, or Watson rencontre Mary Morstan dans Le Signe des quatre dont l'intrigue se déroule plusieurs années après celle du Ruban moucheté.
La pièce est traduite en français en 1927, et paraît sous le titre Le Ruban moucheté dans le magazine Lectures pour tous avant d'être publiée en volume en 1928 dans la collection Bibliothèque verte des éditions Hachette.

### Cinéma et télévision
The Speckled Band est l'une des nouvelles du Canon holmésien ayant connu le plus grand nombre d'adaptations au cinéma et à la télévision.
La nouvelle a d'abord été adaptée en 1912 dans une série de films franco-britanniques adaptés des aventures du détective, avec Georges Tréville dans le rôle de Holmes. L'épisode adapté de The Speckled Band est perdu, comme la plupart des autres films de la série.
En 1923, la nouvelle est adaptée dans la série de 47 films holmésiens dans laquelle Eille Norwood interprète Sherlock Holmes.
Une nouvelle adaptation paraît en 1931 avec Raymond Massey dans le rôle du détective. Ce film, désormais tombé dans le domaine public, est disponible sur le site Archive.org.
Le long métrage de 1944 intitulé La Femme aux araignées, dans lequel Basil Rathbone interprète Holmes auprès de Nigel Bruce (Watson), est inspiré de plusieurs histoires du Canon holmésien, dont Le Ruban moucheté.
Une adaptation télévisée d'une demi-heure intitulée « The Adventure of the Speckled Band » est diffusée en 1949 aux États-Unis, en tant qu'épisode de l'émission « Your Show Time » présentée par Arthur Shields,. Holmes est joué par Alan Napier. La vidéo est disponible sur le site Archive.org. Cette adaptation est fidèle à la nouvelle mais introduit dans l'intrigue Percy Armitage, qui est seulement évoqué oralement dans le texte d'origine : Armitage arrive à l'improviste dans la chambre de Julia au moment où Holmes et Watson font le guet et Watson est obligé de l'assommer, le ligoter et le bâillonner pour qu'il reste silencieux et ne fasse pas rater le plan imaginé par Holmes.
La BBC réalise à partir de 1964 une série télévisée d'adaptations des nouvelles holmésiennes avec Douglas Wilmer dans le rôle-titre. Le pilote de la série, diffusé en mai 1964, est une adaptation du Ruban moucheté. Cet épisode n'a pas été perdu, contrairement à plusieurs épisodes de cette série, et se trouve sur l'édition DVD française consacrée à cette série.
En 1979, la nouvelle est adaptée avec fidélité à la télévision soviétique dans la série Les Aventures de Sherlock Holmes et du docteur Watson avec Vassili Livanov dans le rôle de Sherlock Holmes : l'intrigue du Ruban moucheté est imbriquée au milieu d'une adaptation d'Une étude en rouge dans le premier téléfilm de la série intitulé Sherlock Holmes et le docteur Watson.
La nouvelle a été adaptée en 1984 dans la série britannique Sherlock Holmes avec Jeremy Brett dans le rôle du détective. L'épisode est le sixième de la première saison.
La nouvelle a par ailleurs inspiré deux dessins animés : en 1985 dans la série télévisée italo-japonaise Sherlock Holmes (épisode 8 intitulé en français « La Corde »), et en 1999 dans la série Sherlock Holmes au XXIIe siècle (épisode 8 intitulé en français « La Métamorphose »).

### Bande dessinée
Parmi les nombreuses adaptations en bande dessinée de la nouvelle se trouvent deux adaptations francophones : en janvier 1990 sous le titre « Le Ruban moucheté », par Dieter (scénario) et Dominique Rousseau (dessin) dans le magazine Je bouquine no 71, et en 1995 sous le titre « La Bande mouchetée » par André-Paul Duchâteau (scénario) et Stibane (dessin), cinquième tome de la série « BDétectives » consacrée à Sherlock Holmes.
La nouvelle est également adaptée en manga par Haruka Komusubi et constitue l'une des enquêtes du recueil édité en français en 2015 par nobi nobi ! sous le titre Les enquêtes de Sherlock Holmes.

### Jeu vidéo
La seconde affaire du jeu Dai Gyakuten Saiban, édité par Capcom, s'intitule The Adventure of the Unbreakable Speckled Band (L'aventure de la Bande Mouchetée Incassable), et fait ostensiblement référence au roman de Sherlock Holmes, tant pour son titre que pour son contenu. Au cours de cette affaire, Sherlock Holmes conclut que la victime est morte de la même façon que dans le récit originel, mais ses conclusions sont rapidement démenties, preuves à l'appui, par d'autres protagonistes.

### Livre audio
- Arthur Conan Doyle, L'Aventure de la bande mouchetée [« The Adventure of the Speckled Band »], Paris, La Compagnie du Savoir, coll. « Les enquêtes de Sherlock Holmes », 2011 (EAN 3661585198710, BNF 42478168)Narrateur : Cyril Deguillen ; support : 1 disque compact audio ; durée : 1 h 1 min environ ; référence éditeur : La Compagnie du Savoir CDS068. Le nom du traducteur n'est pas indiqué.